# 1896年夏季奥林匹克运动会田径比赛—男子400米
在1896年夏季奧林匹克運動會田徑比賽中，男子400米本屆奧運會田徑項目第五項舉行的項目，於1896年4月6日舉行預賽，比賽共有來自4個國家的7名運動員參與預賽，其中5名運動員已經參加100米賽事。預賽將參賽選手分為兩個小組進行，小組成績最佳的兩名選手則可晉身決賽，決賽於4月7日在進行。

## 紀錄
在本次比賽之前，當時仍然未有專業的國際田徑組織以及技術問題，所有世界紀錄屬於非官方紀錄。當時的世界紀錄（以秒為單位）如下：
| 世界紀錄   | Edgar Bredin（英国） | 48.5秒 | 英国，倫敦 | 1895年6月22日 |
| 奧運會紀錄 | 新項目               | n/a    | n/a        | n/a           |

傑米森在第一場預賽以56.8秒成績創造第一個男子400米奧運會紀錄；伯克在決賽以54.2秒刷新奧運會紀錄。
| 日期         | 階段 | 運動員        | 國家 | 時間 |    |
| ------------ | ---- | ------------- | ---- | ---- | -- |
| 1896年4月6日 | 預賽 | 赫伯特·傑米森 | 美国 | 56.8 | OR |
| 1896年4月7日 | 決賽 | 湯姆·伯克     | 美国 | 54.2 | OR |

## 賽程
| 日期         | 階段   |
| ------------ | ------ |
| 1896年4月6日 | 準決賽 |
| 1896年4月7日 | 決賽   |

## 賽果

### 預賽
所有預賽於4月6日在帕那辛納克體育場進行。
Q - 小組首兩名出線 

#### 第1小組
美國選手赫伯特·傑米森以56.8秒的成績創造第一個男子400米奧運會紀錄。德國選手弗里茨·霍夫曼及法國選手Alphonse Grisel因偷步而退後2米起步。
| 名次 | 運動員          | 國家 | 時間   | 備註 |
| ---- | --------------- | ---- | ------ | ---- |
| 1    | 赫伯特·傑米森   | 美国 | 56.8秒 | Q OR |
| 2    | 弗里茨·霍夫曼   | 德国 | 58.6秒 | Q    |
| 3-4  | Kurt Dörry      | 德国 | 不詳   |      |
| 3-4  | Alphonse Grisel | 法国 | 不詳   |      |

#### 第2小組
| 名次 | 運動員         | 國家 | 時間   | 備註 |
| ---- | -------------- | ---- | ------ | ---- |
| 1    | 汤姆·伯克      | 美国 | 58.4秒 | Q    |
| 2    | 查尔斯·格梅林  | 英国 | 不詳   | Q    |
| 3    | Frantz Reichel | 法国 | 不詳   |      |

### 決賽
男子400米決賽於4月7日舉行，在預賽出線的四名運動員可以進入決賽階段。最終美國選手湯姆·伯克以54.2秒獲得金牌，並且打破美國選手Herbert Jamison於預賽造出56.8秒的奧運會紀錄。
| 名次 | 運動員        | 國家 | 時間   | 備註 |
| ---- | ------------- | ---- | ------ | ---- |
| 金牌 | 汤姆·伯克     | 美国 | 54.2秒 | OR   |
| 銀牌 | 赫伯特·傑米森 | 美国 | 55.2秒 |      |
| 銅牌 | 查尔斯·格梅林 | 英国 | 55.6秒 |      |
| 4    | 弗里茨·霍夫曼 | 德国 | 55.6秒 |      |